# ملعب ود مدني
ملعب ود مدني ملعب متعدد الاستخدامات يقع في مدينة ود مدني في السودان , وهو حاليا يستخدم في مباريات كرة القدم , و يعتبر الملعب الأساسي لفريق اتحاد مدني و فريق أهلي مدني و فريق جزيرة الفيل.
و يتسع الملعب لحوالي 15,000 متفرج.
و استضاف هذا الملعب معظم مباريات كأس الأمم الأفريقية لعام 1970 والتي أقيمت في السودان.

## روابط خارجية
- ملعب ود مدني - kooora.com